# الزاوية الحمراء (الشرقية)
قرية الزاوية الحمراء هي إحدى القرى التابعة لمركز فاقوس في محافظة الشرقية في جمهورية مصر العربية. حسب إحصاءات سنة 2006، بلغ إجمالي السكان في الزاوية الحمراء 5629 نسمة، منهم 2854 رجل و2775 امرأة.